# Квитман (Мисисипи)
Квитман (енгл. Quitman) град је у америчкој савезној држави Мисисипи.

## Демографија
По попису из 2010. године број становника је 2.323, што је 140 (-5,7%) становника мање него 2000. године.
| Група             | 2000.         | 2010.         |
| Белци             | 1.627 (66,1%) | 1.323 (57,0%) |
| Афроамериканци    | 819 (33,3%)   | 942 (40,6%)   |
| Азијати           | 1 (0,0%)      | 8 (0,3%)      |
| Хиспаноамериканци | 10 (0,4%)     | 22 (0,9%)     |
| Укупно            | 2.463         | 2.323         |